# Kresten Osgood
Kresten Osgood (født 7. december 1976 i Lemvig) er en dansk jazzmusiker. Han spiller trommer og har gjort det med adskillige internationalt berømte musikere i mange forskellige konstellationer. Udover trommesættet er han også kendt som hammond organist og rapper i gruppen Ikscheltaschel.
Han er født i vestjyske Lemvig og musikalsk opdraget på Holstebro Musikskoles konservatorieforberedende uddannelse MGK fra 1993 til 1996. Han fortsatte på Rytmisk Musikkonservatorium i København (RMC) fra 1997 til 2002. Fra 2004-2020 ansat ved RMC. Medlem af musikerkollektivet ILK, tidligere medlem af DJBFA, nu kaldet Autors bestyrelse. Optaget i Kraks Blå Bog i 2023.  Modtager af adskillige priser bl a. en Steppeulv som årets musiker, DJBFA hæderspris, Ben Webster Prisen, Leo Mathisen prisen, og Ken Gudman Prisen.
Kresten Osgood har været vært i DR programmet Øreflip og været en del af panelet i DR2 programmet Smagsdommerne. Han har stået bag flere radioprogrammer bl.a "Osgoods Jazz" på DR P8 JAZZ og podcast serien om 100 års dansk jazzhistorie "Farlige Toner" på DR lyd.
Osgood har spillet med legender som Roscoe Mitchell, Paul Bley, Lee Scratch Perry, William Parker, Masabumi Kikuchi, Derek Bailey, Wadada Leo Smith, Jason Moran, Michael Blake, Oliver Lake, Kurt Rosenwinkel, John Tchicai, Tim Berne, Justin Vernon, Peter Brötzman, Joshua Redman, Eugene Chadbourne, Billy Preston, Alan Silva, Brad Mehldau, John Russell, Bunky Green, Louis Moholo Moholo,Bennie Maupin, The National, Dr. Lonnie Smith, Sam Rivers, Henry Grimes, Dr. Yusef Lateef, Warren Smith, og mange andre.

## Bands
Kresten Osgood er med i følgende konstellationer, der enten har udgivet, eller er ved at udgive, albummer:
- Lucie Baines
- Osgood/Jædig Quartet
- Tim Berne´s Accidental Touristband
- Hugo Rasmussen Allstarz
- Tys Tys
- Autofant
- Scott DuBois Kvartet
- Kresten Osgood Organ Trio
- The Butch Lacy Trio
- Michael Blake´s Blake Tartare
- Søren Nørbo Trio
- T.S. Høegs Locomotion Starsemble
- Andrach (med Jonas Kullhammar, Kresten Osgood & Ole Morten Vågan)
- Ikscheltaschel
- Jomi Massage Trio
- Jomi og Frihedskæmperne
- Osgood/Emmeluth Duo
- Osgood/Philadelphi Duo
- Mikkel Mark Trio
- Nacka Forum
- Kresten Osgood Quintet (med Jeppe Zeeberg, Erik Kimestad, Mads Egetoft, Matthias Petri)
- Kresten Osgood Trio (med Ned Ferm, Anders Filipsen)

## Diskografi (udvalg)
- Kresten Osgood – Og Hvad Er Klokken (New Net Music, 1999)
- Ikscheltaschel (Self-Released, 2001)
- Hammond Rens feat. Dr. Lonnie Smith (ILK Music, 2002)
- Kresten Osgood Og Hvad Er Klokken: Frimærkealbum (ILK Music, 2003)
- Rivers/Street/Osgood + Carrott: Purple Violets (Stunt, 2004)
- Ikscheltaschel: 2 (ILK Music, 2004)
- Osgood/Jædig Quartet: When I have You (ILK Music, 2005)
- Rivers/Street/Osgood: Violet Violets (Stunt, 2005)
- Paul Bley/Kresten Osgood: Florida (ILK Music, 2007)
- Tchicai/Muller/Munch-Hansen/Osgood: Coltrane In Spring (ILK Music, 2008)
- The Universal Quartet feat. Yusef Lateef (Blackout Music, 2008)
- Michael Blake & Kresten Osgood: Control This (Clean Feed, 2009)
- Indianerne: SOUND (ILK Music, 2010)
- The Universal Quartet feat. Yusef Lateef: Light (ILK Music, 2013)
- Masabumi Kikuchi / Thomas Morgan / Ben Street / Kresten Osgood (ILK Music, 2015)
- Kresten Osgood Trio: Live In Gothenburg (ILK Music, 2016)
- Ran Blake & Kresten Osgood: The Dorothy Wallace Suite (ILK 2017)
- Kresten Osgood Quintet: Plays Jazz (ILK Music, 2018)
- Kresten Osgood & Dinner Boi: Nice Oxy (2019)
- Jerome Cooper & Kresten Osgood: As Of Not (ILK Music, 2020)
- Du Ka Svøm (ILK Music, 2021)
- Kivikkat (ILK Music, 2021)

## Anerkendelser
- 2005 Steppeulv - årets musiker,
- 2006 Django d’Or Pris,
- 2008 DJBFAs Hæderspris,
- 2010 Ben Websterprisen,
- 2010 Danmarks Radios Leo Mathiessen pris,
- 2012 Ken Gudman prisen,
- 2016 P8 jazzprisen.

## Galleri
- Kresten Osgood og Mette Rasmussen
Foto: Hreinn Gudlaugsson
- Kresten Osgood 
Foto: Hreinn Gudlaugsson
- Kresten Osgood 
Foto: Hreinn Gudlaugsson
- Kresten Osgood 
Foto: Hreinn Gudlaugsson
- Kresten Osgood 
Foto: Hreinn Gudlaugsson
- Søren Kjærgaard, Hugo Rasmussen og Kresten Osgood. 
Foto: Hreinn Gudlaugsson